# Клещукова, Арина Александровна
Арина Александровна Клещукова (род. 18 февраля 1998) — киргизская легкоатлетка, специалистка по бегу на средние и длинные дистанции. Выступала за сборную Киргизии по лёгкой атлетике в 2010-х годах, обладательница двух бронзовых медалей Азиатских игр в помещении, победительница и призёрка первенств республиканского значения, действующая рекордсменка страны в беге на 5000 метров в помещении, участница ряда крупных международных стартов. Мастер спорта Кыргызской Республики.

## Биография
Арина Клещукова родилась 18 февраля 1998 года. Уроженка Бишкека, окончила Киргизско-российский славянский университет.
Впервые заявила о себе в лёгкой атлетике на международном уровне в сезоне 2015 года, когда вошла в состав киргизской сборной и выступила на юношеском мировом первенстве в Кали, где в зачёте бега на 800 метров финишировала в финале восьмой.
В 2016 году в дисциплине 800 метров стала четвёртой на чемпионате Азии в помещении в Дохе, выиграла бронзовую медаль на юниорском азиатском первенстве в Хошимине, стартовала на юниорском мировом первенстве в Быдгоще.
В 2017 году принимала участие в Играх исламской солидарности в Баку — на дистанциях 800 и 1500 метров финишировала седьмой и восьмой соответственно. На чемпионате Азии в Бхубанешваре в 800-метровом беге в финал не вышла, тогда как в 1500-метровом показала в решающем забеге седьмой результат. Также в этом сезоне отметилась выступлением на Азиатских играх по боевым искусствам и состязаниям в помещениях в Ашхабаде, где в дисциплине 800 метров завоевала бронзовую награду и установила рекорд Кыргызстана — 2:09.97, при этом в дисциплине 1500 метров с результатом 4:34.16 тоже взяла бронзу.
В 2018 году в беге на 800 метров одержала победу на Открытом Кубке Узбекистана в Ташкенте, была четвёртой на Мемориале Колпакова в Бишкеке.
В период 2018—2022 годов постоянно проживала в США, училась в Новоорлеанском университете — состояла в местной легкоатлетической команде New Orleans Privateers, с которой принимала участие во многих студенческих соревнованиях. Так, в феврале 2021 года на чемпионате Конференции Саутленда установила ныне действующий рекорд Киргизии в беге на 5000 метров в помещении — 16:48.21.